# Rial saudit
Rialul saudit este unitatea monetară a Arabiei Saudite. Este abreviată folosind simbolul ر.س sau SR. Codul ISO 4217 este SAR. Este divizată în 100 halala (în limba arabă: هللة).